# Tour hospitalière de Meilahti
La tour hospitalière de Meilahti (en finnois : Meilahden tornisairaala) est le plus grand hôpital du centre hospitalier universitaire de Meilahti à Helsinki en Finlande.
L'hôpital fait partie du HUS.

## Description
Le bâtiment de l'hôpital a 15 étages et mesure 54 mètres de haut.
Il est conçu par Jaakko Paatela et Reino Koivula et inauguré le 20 novembre 1965.

## Situation géographique
Dans le même quartier se trouvent l'hôpital pour enfants, l'hôpital du parc, la clinique de gynécologie, l'hôpital triangulaire de Meilahti, l'hôpital des yeux et des oreilles, la clinique d'oncologie, l'hôpital d'Haartman et des bâtiments de la faculté de médecine de l'université d'Helsinki.
L'hôpital Siltasairaala y sera achevé en juin 2022.